# Rogoząb australijski
Rogoząb australijski, barramunda, rogoząb, barramundi (Neoceratodus forsteri) – najbardziej pierwotny gatunek ryby dwudysznej, jedyny współcześnie żyjący przedstawiciel rodziny rogozębowatych (Ceratodontidae).

## Zasięg występowania
W zapisie kopalnym były szeroko rozsiedlone. Obecny zasięg występowania tego gatunku obejmuje rzeki Burnet i Mary – stan Queensland w Australii. Rogoząb zasiedla wody stojące i wolno płynące.

## Budowa
Ciało nieznacznie ścieśnione, dobrze rozwinięte płetwy piersiowe i brzuszne, przypominające nieco łapy, łuski duże i cienkie. Płuco pojedyncze, prymitywne, powstało z przekształconego pęcherza pławnego. Duże okazy dochodzą do 2 m długości i osiągają masę kilkudziesięciu kilogramów.

## Biologia i ekologia
W okresie suszy, gdy rzeki i zbiorniki wysychają, rogoząb oddycha powietrzem atmosferycznym, płuco częściowo przejmuje funkcje skrzeli, umożliwiając zwierzęciu przetrwanie w błotnistych zatokach i większych kałużach. Nie zapada w stan estywacji. Dorosłe okazy żywią się mięczakami i rybami, młode osobniki jedzą glony.

### Rozmnażanie
Gatunek jajorodny. Tarło odbywa we wrześniu–październiku. Duża i kleista ikra podobna jest do skrzeku płazów.

## Znaczenie gospodarcze
Gatunek o niewielkim, lokalnym znaczeniu gospodarczym.